# FC Politehnica UTM Chișinău
Politehnica UTM Chișinău este un club de fotbal din Chișinău, Republica Moldova, înființat în anul 1964. Echipa își susține meciurile de pe Stadionul Suruceni. Din 2025 evoluează în Liga Moldovei.

## Realizări
- Locul 2 în Divizia "A": 1999-1900, 2001/02, 2003/04, 2004/05.

## Denumiri anterioare
- 1965-2000 - FC Haiducul Sporting Hîncești
- 2000-2002 - FC Haiduc-Sporting-USM Chișinău
- 2002-2008 - FC Politehnica-UTM Chișinău
- 2008 - 2011 FC Academia UTM Chișinău II. (Fuziune/integrare în FC Academia UTM Chișinău, devenind a două echipă a clubului) [1][2]
- 2011-....- CS Politeh

## Lotul sezonului 2008-2009
| Nr. |                   | Poziție | Jucător              |
| --- | ----------------- | ------- | -------------------- |
| 1   | Republica Moldova | P       | Vyacheslav Zhigaylov |
| 12  | Rusia             | P       | Anton Ivanov         |
| 4   | Republica Moldova | F       | Yevgeni Galka        |
| 5   | Republica Moldova | F       | Denis Orbu           |
| 14  | Republica Moldova | F       | Vladimir Petkov      |
| 18  | Republica Moldova | F       | Maxim Gaiciuc        |
| 20  | Republica Moldova | F       | Alexandr Moraru      |
| 21  | Rusia             | F       | Igor Surov           |
| 29  | Rusia             | F       | Sergey Kapustin      |
| 3   | Republica Moldova | M       | Oleg Belan           |
| 6   | Republica Moldova | M       | Aurel Druta          |
| 7   | Republica Moldova | M       | Lilian Golban        |

| Nr. |                   | Poziție | Jucător             |
| --- | ----------------- | ------- | ------------------- |
| 9   | Republica Moldova | M       | Victor Marian       |
| 15  | Republica Moldova | M       | Vyacheslav Soltan   |
| 19  | Uzbekistan        | M       | Ignatius Tyan       |
| 23  | Republica Moldova | M       | Gennadi Boghiu      |
| 24  | Rusia             | M       | Dmitri Minyaev      |
| 27  | Rusia             | M       | Evgeni Kaplin       |
| 10  | Republica Moldova | A       | Eduard Tamascov     |
| 11  | Republica Moldova | A       | Mihai Cojusea       |
| 16  | Republica Moldova | A       | Dionysus Galyatski  |
| 17  | Republica Moldova | A       | Vladimir Dragovozov |
| 28  | Republica Moldova | A       | Evgeni Colev        |